# Zofia Bajkowska-Puchalska
Zofia Bajkowska-Puchalska (ur. 1923, zm. 11 lutego 2010 we Wrocławiu) – polska rolniczka, „Sprawiedliwa wśród Narodów Świata”.

## Życiorys
W trakcie II wojny światowej mieszkała w Skwarzawie k. Złoczowa na terenie dzisiejszej Ukrainy (wówczas dystrykt Galicja), gdzie prowadziła gospodarstwo rolne bezdzietnej pary, która zaadoptowała ją, gdy była jeszcze dzieckiem. W listopadzie 1943 r. podjęła decyzję o przyjęciu pod swój dach Żydówki Chany Axelrad, która uciekła z pobliskiego getta, gdy Niemcy zamordowali jej rodzinę. Zofia znała Chanę sprzed wojny, gdyż ona także była mieszkanką Skwarzawy. Przygotowała dla niej kryjówkę na strychu swojego mieszkania, co pozwoliło jej przetrwać wojnę i doczekać zajęcia miejscowości przez Armię Czerwoną w lipcu 1944 roku. Przybrani rodzice Zofii przez cały okres przebywania ukrywanej Żydówki w mieszkaniu nie mieli pojęcia o wsparciu udzielanym przez ich adoptowaną córkę.
6 lipca 1981 r. Instytut Jad Waszem uhonorował Zofię Bajkowską-Puchalską medalem „Sprawiedliwy wśród Narodów Świata”.
7 maja 2010 r. z rąk ambasadora Izraela Zvi Rav-Nera miała otrzymać honorowe obywatelstwo Izraela. Wobec jej wcześniejszej śmierci odznaczenie przyznano na ręce jej córki, Henryki Maniowskiej oraz wnuczki, Magdaleny Jaskólskiej.